# Második Khuen-Héderváry-kormány

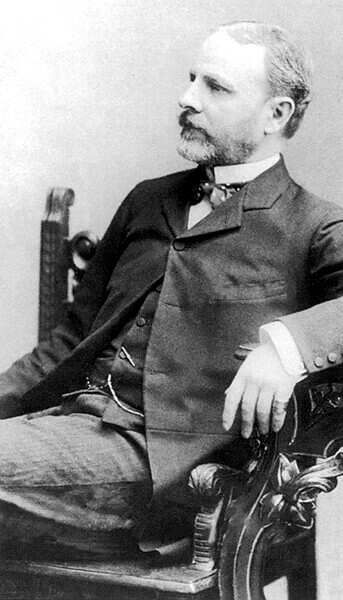
Khuen-Héderváry 1903 körül

A második Khuen-Héderváry-kormány 1910. január 17-én alakult gróf Khuen-Héderváry Károly vezetésével és 1912. április 22-én oszlott fel.
Ez volt Magyarország történetének legkisebb létszámú kormánya: megalakulásakor mindössze hat tagja volt.

## Története
Khuen-Héderváry Károly első országlása meglehetősen rövidre sikeredett. Kinevezése után alig több, mint négy hónappal lemondani kényszerült, miután egyik kitűzött feladatát sem sikerült elérnie. Mi több, még egy vesztegetési botrányba is belekeveredett, igaz rá nem találtak kompromittáló dolgot.
Másodjára már, mint az 1910-es választásokra alakult és azt fölényesen megnyerő Nemzeti Munkapárt tagja (aminek egyik alapítója is volt) alakíthatott kormányt. Azt a koalíciós kormányt váltotta, ami az 1905-ös választásokat megnyerve nem kis nehézségek árán jutott csak hatalomra, s amelyet a külső és a belső ellentétek gyakorlatilag a kezdetektől lebénítottak, így bukása a választásokon gyakorlatilag borítékolható volt.
Khuen-Héderváry igyekezett minden fontosabb szálat a kezében tartani és irányítani, így eshetett meg az, hogy miniszterelnökként még három másik - belügy-, a király személye körüli-, és horvát-szlavón-dalmát tárca nélküli - miniszteri tisztséget is vitt. (közülük kettőt - a belügyit és a király személye körülit - első kormányzása idején is magánál tartotta). A Nemzeti Munkapárt a Szabadelvű Párt szellemi utódjaként folytatta a politizálást, tagjai is nagyrészt megegyeztek, így mikor a kor legneuralgikusabb pontja, az az évi véderőtörvény körül (ezt évente kellett megújítani) felcsaptak a szinte a kiegyezés óta „szokásos” indulatok (a „szokásos” törésvonalak mentén) és beindult az ellenzéki obstrukció, mivel erővel letörni nem tudta azt, lemondott. Helyét Lukács László és kormánya vette át.

## A kormány tagjai
| Név | hivatal kezdete | hivatal vége | párt | megjegyzés |
| Miniszterelnök, belügyminiszter, a király személye körüli miniszter és horvát-szlavón-dalmát tárca nélküli miniszter | Miniszterelnök, belügyminiszter, a király személye körüli miniszter és horvát-szlavón-dalmát tárca nélküli miniszter | Miniszterelnök, belügyminiszter, a király személye körüli miniszter és horvát-szlavón-dalmát tárca nélküli miniszter | Miniszterelnök, belügyminiszter, a király személye körüli miniszter és horvát-szlavón-dalmát tárca nélküli miniszter | Miniszterelnök, belügyminiszter, a király személye körüli miniszter és horvát-szlavón-dalmát tárca nélküli miniszter |
| --- | --- | --- | --- | --- |
| Khuen-Héderváry Károly                                                                                               | 1910. január 17. | 1912. április 22. | Nemzeti Munkapárt | |
| Pénzügyminiszter | | | | |
| Lukács László | 1910. január 17. | 1912. április 22. | Nemzeti Munkapárt | |
| Igazságügy-miniszter                                                                                                 | | | | |
| Székely Ferenc | 1910. január 17. | 1912. április 22. | Nemzeti Munkapárt | |
| Honvédelmi miniszter                                                                                                 | | | | |
| Hazai Samu | 1910. január 17. | 1912. április 22. | Nemzeti Munkapárt | |
| Vallás- és közoktatásügyi miniszter                                                                                  | | | | |
| Székely Ferenc | 1910. január 17. | 1910. március 1. | Nemzeti Munkapárt | igazságügy-miniszterként, ideiglenesen                                                                               |
| Zichy János | 1910. március 1. | 1912. április 22. | Nemzeti Munkapárt | |
| Földmívelésügyi miniszter                                                                                            | | | | |
| Serényi Béla | 1910. január 17. | 1912. április 22. | Nemzeti Munkapárt | |
| Kereskedelemügyi miniszter                                                                                           | | | | |
| Hieronymi Károly | 1910. január 17. | 1911. május 4. | Nemzeti Munkapárt | |
| Lukács László | 1911. május 5. | 1911. október 18. | Nemzeti Munkapárt | pénzügyminiszterként, ideiglenesen                                                                                   |
| Beöthy László | 1911. október 18. | 1912. április 22. | Nemzeti Munkapárt | |